# Fernando Cardozo
Fernando David Cardozo Paniagua, né le 8 février 2001 à Asuncion, est un footballeur paraguayen  qui évolue au poste d'attaquant au Boavista FC.

## Biographie

### En club
Avec le Club Olimpia, il inscrit trois buts dans le championnat du Paraguay lors de l'année 2018.
Lors de l'été 2019, il est transféré au Boavista FC, déclarant vouloir « de nouvelles opportunités ». Il est présenté au club portugais le 30 juin 2019.

### En sélection
Avec les moins de 17 ans, il participe au championnat sud-américain des moins de 17 ans en 2017. Lors de cette compétition organisée au Chili, il joue six matchs. Avec un bilan de quatre victoires, quatre nuls et une seule défaite, le Paraguay se classe troisième du tournoi.
Il dispute ensuite quelques mois plus tard la Coupe du monde des moins de 17 ans qui se déroule en Inde. Lors du mondial junior, il joue trois matchs. Il se met en évidence lors du dernier match de poule contre la Turquie, en inscrivant un but. Le Paraguay s'incline en huitièmes de finale face aux États-Unis, sur le score sans appel de 0-5.
Avec les moins de 20 ans, il participe au championnat sud-américain des moins de 20 ans en 2019. Lors de ce tournoi organisé au Chili, il prend part à quatre matchs. Avec un bilan d'une victoire, un nul et deux défaites, le Paraguay ne parvient pas à passer le premier tour.

## Palmarès

### En club
| Club Olimpia - Primera División - Champion : Ouv. 2018 et Fer. 2018 |

### En sélection
Paraguay Olympique
- Vainqueur du tournoi pré-olympique de la CONMEBOL en 2024